# MTV Movie Awards 2013
MTV Movie Awards 2013 — церемония вручения кинонаград канала MTV за 2012 год состоялась 14 апреля 2013 года в Лос-Анджелесе (Калифорния, США). Ведущей церемонии стала актриса Ребел Уилсон. Уиллу Ферреллу была вручена награда в номинации «Гений комедии». Номинанты были объявлены 5 марта 2013 года.

## Статистика
Фильмы, получившие несколько номинаций.
| Фильм                                                   | номинации |
| ------------------------------------------------------- | --------- |
| • Джанго освобождённый / Django Unchained               | 7         |
| • Третий лишний / Ted                                   | 7         |
| • Мой парень — псих / Silver Linings Playbook           | 6         |
| • Тёмный рыцарь: Возрождение легенды                    | 5         |
| • Мстители / The Avengers                               | 4         |
| • Хорошо быть тихоней / The Perks of Being a Wallflower | 4         |
| • Идеальный голос / Pitch Perfect                       | 4         |
| • 007: Координаты «Скайфолл» / Skyfall                  | 4         |
| • Супер Майк / Magic Mike                               | 3         |
| • Отверженные / Les Misérables                          | 3         |
| • Жизнь Пи / Life of Pi                                 | 2         |

## Список лауреатов и номинантов
• Победители указаны первыми и выделены отдельным цветом. 
| Фильм года                                                | • Мстители / The Avengers |
| Фильм года                                                | • Джанго освобождённый / Django Unchained                                                                                            |
| Фильм года                                                | • Мой парень — псих / Silver Linings Playbook                                                                                        |
| Фильм года                                                | • Третий лишний / Ted |
| Фильм года                                                | • Тёмный рыцарь: Возрождение легенды / The Dark Knight Rises                                                                         |
| Лучшая мужская роль                                       | • Брэдли Купер — «Мой парень — псих»                                                                                                 |
| Лучшая мужская роль                                       | • Бен Аффлек — «Операция „Арго“» |
| Лучшая мужская роль                                       | • Дэниел Дэй-Льюис — «Линкольн» |
| Лучшая мужская роль                                       | • Джейми Фокс — «Джанго освобождённый»                                                                                               |
| Лучшая мужская роль                                       | • Ченнинг Татум — «Супер Майк» |
| Лучшая женская роль                                       | • Дженнифер Лоуренс — «Мой парень — псих»                                                                                            |
| Лучшая женская роль                                       | • Энн Хэтэуэй — «Отверженные» |
| Лучшая женская роль                                       | • Мила Кунис — «Третий лишний» |
| Лучшая женская роль                                       | • Эмма Уотсон — «Хорошо быть тихоней»                                                                                                |
| Лучшая женская роль                                       | • Ребел Уилсон — «Идеальный голос»                                                                                                   |
| Прорыв года                                               | • Ребел Уилсон — «Идеальный голос»                                                                                                   |
| Прорыв года                                               | • Эзра Миллер — «Хорошо быть тихоней»                                                                                                |
| Прорыв года                                               | • Эдди Редмэйн — «Отверженные» |
| Прорыв года                                               | • Сурадж Шарма — «Жизнь Пи» |
| Прорыв года                                               | • Кувенжаней Уоллис — «Звери дикого Юга»                                                                                             |
| Лучший злодей                                             | • Том Хиддлстон — «Мстители» |
| Лучший злодей                                             | • Хавьер Бардем — «007: Координаты „Скайфолл“»                                                                                       |
| Лучший злодей                                             | • Леонардо Ди Каприо — «Джанго освобождённый»                                                                                        |
| Лучший злодей                                             | • Марион Котийяр — «Тёмный рыцарь: Возрождение легенды»                                                                              |
| Лучший злодей                                             | • Том Харди — «Тёмный рыцарь: Возрождение легенды»                                                                                   |
| Лучший поцелуй                                            | • Дженнифер Лоуренс и Брэдли Купер — «Мой парень — псих»                                                                             |
| Лучший поцелуй                                            | • Керри Вашингтон и Джейми Фокс — «Джанго освобождённый»                                                                             |
| Лучший поцелуй                                            | • Кара Хэйуорд и Джаред Гилман — «Королевство полной луны»                                                                           |
| Лучший поцелуй                                            | • Мила Кунис и Марк Уолберг — «Третий лишний»                                                                                        |
| Лучший поцелуй                                            | • Эмма Уотсон и Логан Лерман — «Хорошо быть тихоней»                                                                                 |
| Лучший экранный дуэт                                      | • Марк Уолберг и Сет Макфарлейн (в образе Теда) — «Третий лишний»                                                                    |
| Лучший экранный дуэт                                      | • Леонардо Ди Каприо и Сэмюэл Л. Джексон — «Джанго освобождённый»                                                                    |
| Лучший экранный дуэт                                      | • Брэдли Купер и Дженнифер Лоуренс — «Мой парень — псих»                                                                             |
| Лучший экранный дуэт                                      | • Роберт Дауни мл. и Марк Руффало — «Мстители»                                                                                       |
| Лучший экранный дуэт                                      | • Уилл Феррелл и Зак Галифианакис — «Грязная кампания за честные выборы»                                                             |
| Лучший бой                                                | • Роберт Дауни мл., Крис Эванс, Марк Руффало, Крис Хемсворт, Скарлетт Йоханссон и Джереми Реннер против Тома Хиддлстона — «Мстители» |
| Лучший бой                                                | • Джейми Фокс против прихвостней Кэндиленда — «Джанго освобождённый»                                                                 |
| Лучший бой                                                | • Дэниел Крейг против Олы Рапаса — «007: Координаты „Скайфолл“»                                                                      |
| Лучший бой                                                | • Марк Уолберг против Сета Макфарлейна (в образе Теда) — «Третий лишний»                                                             |
| Лучший бой                                                | • Кристиан Бейл против Тома Харди — «Тёмный рыцарь: Возрождение легенды»                                                             |
| Лучшее появление без рубашки (Best Shirtless Performance) | • Тейлор Лотнер — «Сумерки. Сага: Рассвет — Часть 2»                                                                                 |
| Лучшее появление без рубашки (Best Shirtless Performance) | • Кристиан Бейл — «Тёмный рыцарь: Возрождение легенды»                                                                               |
| Лучшее появление без рубашки (Best Shirtless Performance) | • Дэниел Крейг — «007: Координаты „Скайфолл“»                                                                                        |
| Лучшее появление без рубашки (Best Shirtless Performance) | • Сет Макфарлейн (в образе Теда) — «Третий лишний»                                                                                   |
| Лучшее появление без рубашки (Best Shirtless Performance) | • Ченнинг Татум — «Супер Майк» |
| Лучший музыкальный момент                                 | • Анна Кендрик, Ребел Уилсон, Анна Кэмп, Бриттани Сноу, Алексис Нэпп, Эстер Дин и Хана Мэй Ли — «Идеальный голос»                    |
| Лучший музыкальный момент                                 | • Энн Хэтэуэй — «Отверженные» |
| Лучший музыкальный момент                                 | • Ченнинг Татум, Мэтт Бомер, Джо Манганьелло, Кевин Нэш и Адам Родригес — «Супер Майк»                                               |
| Лучший музыкальный момент                                 | • Брэдли Купер и Дженнифер Лоуренс — «Мой парень — псих»                                                                             |
| Лучший музыкальный момент                                 | • Эмма Уотсон, Логан Лерман и Эзра Миллер — «Хорошо быть тихоней»                                                                    |
| Лучший испуг до ус***ки (Best Scared-as-S**t Performance) | • Сурадж Шарма — «Жизнь Пи» |
| Лучший испуг до ус***ки (Best Scared-as-S**t Performance) | • Джессика Честейн — «Цель номер один»                                                                                               |
| Лучший испуг до ус***ки (Best Scared-as-S**t Performance) | • Александра Даддарио — «Техасская резня бензопилой 3D»                                                                              |
| Лучший испуг до ус***ки (Best Scared-as-S**t Performance) | • Мартин Фримен — «Хоббит: Нежданное путешествие»                                                                                    |
| Лучший испуг до ус***ки (Best Scared-as-S**t Performance) | • Дженнифер Лоуренс — «Дом в конце улицы»                                                                                            |
| Лучший момент «что за хрень?» (Best WTF Moment)           | • Джейми Фокс и Сэмюэл Л. Джексон (поджог Кэндиленда) — «Джанго освобождённый»                                                       |
| Лучший момент «что за хрень?» (Best WTF Moment)           | • Дензел Вашингтон (финальная посадка) — «Экипаж»                                                                                    |
| Лучший момент «что за хрень?» (Best WTF Moment)           | • Анна Кэмп (Hack-Appella) — «Идеальный голос»                                                                                       |
| Лучший момент «что за хрень?» (Best WTF Moment)           | • Хавьер Бардем — «Ой… Вот это рожа!» (Oops… There Goes His Face) — «007: Координаты „Скайфолл“»                                     |
| Лучший момент «что за хрень?» (Best WTF Moment)           | • Сет Макфарлейн (в образе Теда) — (Ted Gets Saucy) — «Третий лишний»                                                                |
| Лучший герой (Best Hero)                                  | • Мартин Фримен — «Хоббит: Нежданное путешествие»                                                                                    |
| Лучший герой (Best Hero)                                  | • Роберт Дауни мл. — «Мстители» |
| Лучший герой (Best Hero)                                  | • Марк Руффало — «Мстители» |
| Лучший герой (Best Hero)                                  | • Кристиан Бейл — «Тёмный рыцарь: Возрождение легенды»                                                                               |
| Лучший герой (Best Hero)                                  | • Кристен Стюарт — «Белоснежка и охотник»                                                                                            |
| Лучший герой (Best Hero)                                  | • Энн Хэтэуэй — «Тёмный рыцарь: Возрождение легенды»                                                                                 |
| Summer’s Biggest Teen Bad A**                             | • Хлоя Грейс Морец — «Пипец 2» |
| Summer’s Biggest Teen Bad A**                             | • Лили Коллинз — «Орудия смерти: Город костей»                                                                                       |
| Summer’s Biggest Teen Bad A**                             | • Логан Лерман — «Перси Джексон: Море чудовищ»                                                                                       |
| Summer’s Biggest Teen Bad A**                             | • Джейден Смит — «После нашей эры»                                                                                                   |
| Лучший актёр латинос (Best Latino Actor)                  | • Хавьер Бардем — «007: Координаты „Скайфолл“»                                                                                       |
| Лучший актёр латинос (Best Latino Actor)                  | • Майкл Пенья — «Патруль» |
| Лучший актёр латинос (Best Latino Actor)                  | • Бенисио дель Торо — «Особо опасны»                                                                                                 |
| Лучший актёр латинос (Best Latino Actor)                  | • Сальма Хайек — «Особо опасны» |
| Лучший актёр латинос (Best Latino Actor)                  | • Джон Ортис — «Мой парень — псих»                                                                                                   |
| Гений комедии                                             | • Уилл Феррелл |
| MTV Trailblazer Award                                     | • Эмма Уотсон |
| MTV Generation Award                                      | • Джейми Фокс |